# Chantal Briet
Chantal Briet est une réalisatrice française née à Roubaix en 1961. Mariée avec Christophe Loizillon. 
Une enfant, Luce Lenoir, née en 1990.

## Biographie
Chantal Briet a suivi des études de lettres modernes à l'Université Lille-III et de cinéma à l'ESRA.
Elle a réalisé plus d'une dizaine de documentaires depuis la fin des années 1980. 
Son premier long métrage Alimentation générale, tourné  sur  cinq  ans  dans une cité d’Épinay-sur-Seine, a été présenté au Festival de Cannes en 2005, dans la programmation de l'ACID,. Il a été récompensé par le grand prix du film documentaire au festival de Lisbonne Doclisboa 2005.

## Filmographie

### Courts métrages
- 1987 : Inch Allah (coréalisateur : Jean-Pierre Lenoir)[5]
- 1992 : Hassina et Kamel
- 1998 : Parlez-moi d'amour
- 2001 : Un enfant tout de suite
- 2001: Printemps à la source
- 2002 : Vers un terrain sûr
- 2007 : J'ai quelque chose à vous dire

- 2018 : Des huîtres et du champagne

### Longs métrages
- 2005 : Alimentation générale
- 2008 : J'habite le français
- 2013 : L'Année des lucioles